# Cheumatopsyche hippolyte
Cheumatopsyche hippolyte är en nattsländeart som beskrevs av Malicky 1997. Cheumatopsyche hippolyte ingår i släktet Cheumatopsyche och familjen ryssjenattsländor. Inga underarter finns listade i Catalogue of Life.